# ديزو سيلاجي
ديزو سيلاجي هو سياسي مجري، ولد في 1 أبريل 1840 في أوراديا في رومانيا، وتوفي في 30 يوليو 1901 في بودابست في المجر. نشط حزبياً في Deák Party ‏.

## مناصب
- انتخب Minister of Justice (Hungary) [الإنجليزية]‏ (6 أبريل 1889 – 15 يناير 1895).
- انتخب عضو الجمعية الوطنية المجرية ‏ خلال فترته النيابية ‏ (1886 – 1901).
- انتخب عضو الجمعية الوطنية المجرية ‏ وقد انضم خلال فترته النيابية (1878 – 1886) للكتلة البرلمانية National Party  [لغات أخرى]‏.
- انتخب عضو الجمعية الوطنية المجرية ‏ وقد انضم خلال فترته النيابية (1875 – 1878) للكتلة البرلمانية Liberal Party (Hungary) [الإنجليزية]‏.
- انتخب عضو الجمعية الوطنية المجرية ‏ وقد انضم خلال فترته النيابية (1871 – 1875) للكتلة البرلمانية Deák Party [الإنجليزية]‏.